# A Tarde é Nossa
A Tarde é Nossa foi um programa exibido na TV Cidade, canal 6, de São Luís do Maranhão, afiliada da RecordTV.
Foi um programa de humor que conteve dicas culturais e entrevistas. [carece de fontes?] Atualmente exibe uma telenovela com a participação de personagens da peça Uma Linda Quase Mulher. [carece de fontes?]
O programa foi extinto em 2015, devido a uma crise financeira na TV Cidade. [carece de fontes?]

## Elenco Principal
- Denilton Neves ..... Júlia Roberta / Rodolfo Feliciano
- Guilherme Telles ... Aurijane Eliglantine / Aurijansen Eliglantine / Dona Casemira / Urano Naúra
- Arilson Ferreira ... Mia Cara de Gato

## Trama
Mia Cara de Gato mora de favor na casa da socialite falida Aurijane Eliglantine. Júlia Roberta, empregada da ex-ricaça e grande amiga de Mia, faz de tudo para ajudar Mia a mudar de vida. Aurijane, cansada da inépcia de sua "inquilina", a expulsa de sua casa e começa a tramar vários golpes para destruí-la ainda mais.

### Personagens Principais
- Júlia Roberta: empregada de Aurijane Eliglantine e tem como melhor amiga Mia Cara de Gato. Sonha em ter uma vida melhor e encontrar um grande amor. Sofre com os desmandos de sua cruel e exigente patroa. Com a "morte" de Aurijane, toma posse de tudo que era dela.
- Aurijane Eliglantine: mulher que foi muito rica nos áureos tempos da sociedade maranhense. Atualmente falida, mas não perde a pose nem sai do salto. Trata mal Júlia Roberta e odeia Mia Cara de Gato. Fugitiva da polícia, acaba se jogando na barragem do Rio Bacanga; seu corpo jamais foi encontrado, pois se fingira de morta. Voltou à trama de maneira triunfal e ainda mais perversa.
- Mia Cara de Gato: amiga de Júlia Roberta. Meio lesada das ideias, é expulsa da casa de Aurijane e passa por mil bocados para superar as dificuldades.
- Aurijansen Eliglantine: irmã de Aurijane Eliglantine. Apareceu logo após a morte da irmã. Há quem pense que ela é Aurijane se fazendo passar pela irmã.

### Personagens Secundárias
- Mãe Lenara Bartira Balista (Adeilson Santos): poderosa e influente mãe-de-santo e vidente. Já ajudou muitos políticos a se elegerem. Amiga de Aurijane, a ajudou a atrasar ainda mais a vida da pobre Mia.
- Dona Casemira: mulher que entende do poder das plantas e ervas. Mora em São Bento, interior do Maranhão. Vive cobrando Aurijane porque esta lhe comprou algumas redes há muitos anos e nunca pagou. Ajuda Júlia e Mia nas suas jornadas.
- Mata Gato: marginal e amante de Aurijane. A mando da pérfida mulher, já esfaqueou o rosto de Mia e ajudou Aurijane a matar o pobre pato Popó.
- Popó: pato que Dona Casemira dá para Mia Cara de Gato vender para tentar mudar sua má situação. Popó é cruelmente assassinado por Aurijane que, num ato de perversidade, faz Mia comer sua carne sem saber.

## Curiosidades
- A Tarde é Nossa começou sendo exibido na TV São Luís. Mas só teve sucesso de audiência na TV Cidade e com a exibição de uma novela com as personagens Júlia Roberta, Mia Cara de Gato e Aurijane Eliglantine.
- Antes de A Tarde é Nossa entrar no ar, Denílton Neves apresentava o programa Tardes Maranhenses na TV Tropical. Guilherme Telles e Arilson Ferreira faziam aparições esporádicas travestidos de suas personagens Aurijane e Mia, respectivamente. As duas faziam tanto sucesso que passaram a fazer parte do elenco fixo do programa.
- Aurijane e Mia sempre apareciam juntas no extinto Tardes Maranhenses. Mas uma briga entre as duas fez com que passassem a se apresentar em dias diferentes. Aurijane contava as últimas da sociedade maranhense às segundas e Mia dava dicas de moda e beleza às sextas. Nesses dias, uma sempre falava mal da outra.
- Júlia Roberta, a personagem de Denílton Neves, sempre era barrada quando tentava entrar no programa. Ela só participou do Tardes Maranhenses uma única vez, quando apresentou o Especial de Natal do programa. Na ocasião, ela tentava fazer Mia e Aurijane fazerem as pazes, mas não foi possível: o programa terminou com as duas aos tapas.
- As personagens (com exceção de Dona Casemira) faziam parte da peça Uma Linda Quase Mulher, que fez um enorme sucesso no Maranhão e acabou fazendo uma turnê nacional. Devido à grande aceitação do público, o espetáculo ganhou uma continuação: Uma Linda Quase Mulher Parte 2 - O Dia Seguinte.
- Do elenco da peça, apenas Mãe Lenara participou de um episódio da novela.
- Aurijane sempre citava o nome da sua amiga Henna Mell, mas ela nunca apareceu na novela. Em compensação, Henna Mel, que é madrinha de Mia Cara de Gato, foi entrevistada por Aurijane na Parada Gay de São Luís.
- Excepcionalmente, a novela não foi apresentada no programa do dia 2 de agosto de 2008: Júlia Roberta, Mia Cara de Gato e Aurijane Eliglantine fizeram a cobertura da 5a. Parada Gay de São Luís.
- No capítulo exibido no dia 9 de agosto de 2008, Aurijane volta à trama mais perversa do que nunca, humilhando Júlia Roberta, que tinha se apoderado dos seus bens.
- O bordão mais famoso de Aurijane Eliglantine é: Eu quero é chorar, não me interessa quem é o defunto!.
- Mia Cara de Gato chegou a se transformar em uma vampira! Também participou das Olimpíadas de Pequim, virou herdeira de uma tia distante que morava no interior e abriu o seu ateliê de moda.
- Uma das maldades cometidas por Aurijane: a vilã prendeu Mia na casinha do cachorro e raspou seu cabelo - uma alusão à famosa cena da novela Laços de Família, onde Camila (Carolina Dieckmann) teve o cabelo raspado em virtude de uma leucemia.
- Na abertura do programa, as três personagens - Júlia, Aurijane e Mia - dançam ao som da clássica abertura do programa Fantástico em várias locações de São Luís: a Lagoa da Jansen, o Palácio dos Leões, a Praça Pedro II e outros lugares.
- A partir da segunda semana de novembro, o programa ganhou uma nova abertura, inspirada na abertura da novela global Brega & Chique, de 1987. Em vez do homem nu, aparece um homem todo arranhado e usando uma cueca rasgada.

## Trilha Sonora
Várias músicas são executadas no decorrer da trama, sendo a maioria de música brega.

### Nacionais
- Te Amo, Que Mais Posso Dizer? (More Than I Can Say) - Ovelha (cantor)
- Rap das Armas - MC Cidinho e MC Doca (tema do assalto de Mia e da fuga de Aurijane)
- Piriguete - Banda Caribbean Hits (tema de Júlia Roberta)
- Doce Doce Amor - Jerry Adriani
- Marionete - Reginaldo Rossi
- O Penetra - Zeca Pagodinho (tema de Aurijane comendo a feijoada da Rosinha)
- Aparências - Márcio Greyck

### Internacionais
- Battle Without Honor Or Humanity - Tomoyasu Hotei (tema de Aurijane Eliglantine)
- Everything I Do (I Do It For You) - Bryan Adams (tema de Mia Cara de Gato)
- Break The Ice - Britney Spears (tema de Júlia, Mia e Aurijane)